# D-pinitolo deidrogenasi
La D-pinitolo deidrogenasi è un enzima appartenente alla classe delle ossidoreduttasi, che catalizza la seguente reazione:
1D-3-O-metil-chiro-inositolo + NADP+ ⇄ 2D-5-O-metil-2,3,5/4,6-pentaidrossicicloesanone + NADPH + H+